# Vibrac, Charente-Maritime
Vibrac là một xã trong tỉnh tổng Jonzac trong tỉnh Charente-Maritime trong vùng Nouvelle-Aquitaine, tây nam nước Pháp. Xã Vibrac, Charente-Maritime nằm ở khu vực có độ cao từ 43-107 mét trên mực nước biển.
Sông Seugne tạo thành toàn bộ ranh giới phía tây thị trấn.

## Lịch sử biến động dân số
| Năm  | Dân số | Mật độ | Phần trăm của tổng |
| ---- | ------ | ------ | ------------------ |
| 1962 | 126    | -      | -                  |
| 1968 | 160    | -      | -                  |
| 1975 | 154    | -      | -                  |
| 1982 | 137    | -      | -                  |
| 1990 | 144    | -      | -                  |
| 1999 | 168    | 33/km² | 1.7%               |